# Cristóbal Pérez Pastor
Cristóbal Pérez Pastor (Tobarra, Albacete, 1842 – Horche, Guadalajara, 21 d'agost de 1908) fou un religiós polígraf i bibliògraf espanyol.

## Biografia
Va ingressar molt jove al Seminari de San Fulgencio de Múrcia i es va ordenar sacerdot. Les seves primeres parròquies van ser Oriola i Tobarra; en aquesta última va ser Rector de "San Roque". El seu afany de saber el va fer traslladar-se a Madrid per estudiar Ciències. Va arribar a ser Doctor en Física i Química.
Va aprovar la Càtedra d'Agricultura en San Juan de Puerto Rico, però va renunciar sense arribar a exercir-la pels seus compromisos religiosos (va ser nomenat Capellà d'Atocha i després de les Descalzas Reales). Va estudiar a l'Escola Superior de Diplomàtica de Madrid, i després d'acabar en 1874 va ser professor auxiliar de l'assignatura exercicis pràctics i catalogació de museus; no obstant això, dissentint dels seus mètodes pedagògics, va decidir abandonar-la. En 1881 va ingressar en el Cos d'Arxivers i Bibliotecaris i va estar destinat a la Biblioteca Provincial de Toledo (1882) i més tard a la Biblioteca Nacional, la Reial Acadèmia de la Història i l'Arxiu Històric Nacional. El 1905 va ser escollit per a la Reial Acadèmia Espanyola, però no va arribar a prendre possessió.
Va recórrer arxius i biblioteques de tot el país, especialment l'Arxiu Històric de Protocols de Madrid a la recerca de documents sobre Miguel de Cervantes, Lope de Vega i Pedro Calderón de la Barca, també a la cerca de cartes d'obligació d'impressió, de compravenda de privilegis, de compra de paper, de testaments dels autors auris o de qualsevol document relacionat ja no sols amb la seva producció sinó amb les seves vides; documents que utilitzava després per a les seves fitxes bibliogràfiques.
Home d'amplísima cultura, fou un important cervantista i va tenir tertúlia a la Farmàcia Galloso amb personatges com Benito Pérez Galdós, Marcelino Menéndez Pelayo i Pío Baroja, entre d'altres. Va organitzar el 1905 l'Exposició Cervantina del centenari que es va exhibir en la Biblioteca Nacional, la qual cosa li va valer els atacs de Francisco Rodríguez Marín. Aquest mateix any, com s'ha dit, va ser fet acadèmic de la Llengua per cobrir la vacant deixada pel polític conservador Francisco Silvela, però ja es trobava malalt i passava llargues temporades a Horche, província de Guadalajara.
Va ser un dels més il·lustres bibliófils espanyols al costat de Marcelino Menéndez Pelayo, Manuel Milà i Fontanals, Francisco Rodríguez Marín i Ramón Menéndez Pidal i va guanyar nombrosos premis de bibliografia de la Biblioteca Nacional. Va col·laborar en les principals revistes d'erudició literària de tot Europa, i especialment en la Revista de Archivos, Bibliotecas y Museos.

## Obras
- La Imprenta de Toledo (Madrid, Manuel Tello, 1887): Premiada per la Biblioteca Nacional, recull 1.530 ressenyes bibliogràfiques, apèndixs i índexs articles sobre els treballs publicats a la ciutat de Toledo des de 1430 fins a la publicació de l'obra. Hi ha reimpressió moderna de València, 1994.
- Bibliografía Madrileña del Siglo XVI 3 Tomos (1891): Premiada per la Biblioteca Nacional. Tipografía de los Huérfanos (vol. I) Reflecteix la vida d'impressors, escriptors, etc, del s. XVI. Tipografía de la Revista de Archivos, Bibliotecas y Museos (vols. II y III) 1891-1907: Recull en el primer volum la Bibliografía Madrileña de 1601 a 1620 i en segon de 1621 a 1625. És una obra clàssica de la bibliografia madrilenya, amb nombroses làmines entre els textos, amb 2240 referències ordenades alfabèticament, incloent-hi un ampli apèndix documental i índexs de cerca, enquadernació holándesa, conserva en l'actualitat les cobertes originals.
- Proceso de Lope de Vega por libelos contra unos cómicos (1901): En col·laboració amb Atanasio Tomillo publica dades desconegudes de la vida de Lope de Vega, que no agradaren gens Lope.
- Documentos Cervantinos hasta ahora inéditos 2 Tomos (Madrid, Imprenta de Fortanet, 1897-1902): És l'obra més important de tota la seva bibliografia, recull en 150 documents dades i fets inèdits sobre la vida de Miguel de Cervantes, no publicats anteriorment i desconeguts obri l'autor del Quixot. Va ser una edició patrocinada pel Marquès de Jerez de los Caballeros. Per aprofitar les moltes dades que aquesta col·lecció proporciona, l'hispanista James Fitzmaurice-Kelly va escriure una nova biografia.
- Documentos para la Bibliografía de D. Pedro Calderón de la Barca (Madrid, Imprenta de Fortanet, 1905)
- Nuevos datos acerca del Histrionismo español en los Siglos XVI y XVII (Madrid, Imprenta de la Revista Española, 1901).[1]
- La imprenta en Medina del Campo, Madrid, 1895, també premiada.
- Cervantes en Valladolid, Valladolid, Grupo Pinciano y Caja España, 1992, Edición facsímil. reproducció facsímil del procés a Cervantes, recollint els esbrinaments fets, per mandat de l'alcalde Cristóbal de Villarroel, sobre les ferides causades a Valladolid al cavaller de l'hàbit de Sant Jaume Gaspar de Ezpeleta. L'obra dona notícia de la segona estada de Cervantes en aquesta ciutat, això és, des de 1604 fins a pocs mesos després de la marxa de la Cort a Madrid, en 1606, interval en el qual l'escriptor es va veure implicat en el tràgic succés esmentat.
- Alfonso Martínez de Toledo, Arcipreste de Talavera, ed. Cristóbal Pérez Pastor, Madrid: Sociedad de Bibliófilos Españoles, 1901.